# 唐日榮
唐日榮（1940年—1998年10月28日），中華民國四川省武勝縣（現今廣安市武勝縣）人，台灣早期大亨，中華民國選美協會創辦人、首任理事長，有「選美皇帝」之稱。

## 生平
唐日榮出生於重慶市，於國共內戰時隨父親唐毅來到台灣，畢業於國立臺灣師範大學附屬高級中學（自稱是太空人王贛駿的同學）、東吳大學英國語文學系。唐日榮早年當過英文補教名師，開過成衣工廠，自稱於留學英國時結識後來成為伊拉克總統的海珊，因而得以在1980年代兩伊戰爭時期承攬到伊拉克軍火及軍品生意而致富，號稱“中東王”。
1987年，唐日榮創立「中華民國選美協會」並自任理事長直到1995年，把在台灣中斷了二十幾年的選美活動重新帶回台灣。這段期間，唐日榮意氣風發，自1988年至1995年間，每年盛大舉辦「中國小姐」、「佳樂小姐」、「國際小姐」等選美活動並親自主持，經常高調接受媒體訪問，自誇家有黃金馬桶，出入乘坐加長型白色勞斯萊斯與凱迪拉克大禮車，並有「黃金製」名片。公開露面時，必穿著標榜自己設計、顏色鮮豔、繡有金縷的西裝「唐日榮裝」，並自費聘請大批保鑣隨行。喜歡於豪宅內坐龍椅，腳踏獅頭虎皮，與大批僅穿著比基尼泳衣的選美參賽女子合照，宛若古代帝王選妃。雖贏得「選美皇帝」封號，但也引起社會議論紛紛。
唐日榮卸任中華民國選美協會理事長後，是非不斷，與也是選美比賽出身的繼任者模特兒姜文淑傳出感情及財務糾紛。唐姜兩人多次對簿公堂互揭瘡疤，選美活動也因而在台灣停辦。
唐日榮晚年落魄，與妻子離婚，官司纏身，負債累累，健康情形也急速惡化。1998年初，唐日榮於臺中榮民總醫院住院開刀時，竟然找不到家屬簽署手術同意書。同年10月28日晚間，唐日榮因腎衰竭病逝於台北市立中興醫院（今臺北市立聯合醫院中興院區），享年58歲。
2008年8月間，媒體報導，唐日榮生前所擁有的加長型勞斯萊斯大禮車，目前被台北市內湖區莊姓古董商收藏。後悉於不明時刻再次售出。

## 參加過唐日榮主辦選美比賽的人物
- 胡翡翠：1988年冠軍[12]，後被當時權傾一時的劉泰英收為乾女兒，涉入多起政商醜聞[13]，目前於上海從事模特兒經紀事業。
- 趙英華：1988年亞軍，前藝人
- 張淑娟：1988年季軍，藝人，目前已轉經商。曾代表台灣參加國際小姐，得到第二名和最佳人緣獎。
- 凌蕙蕙：畫家[14]，曾被影射於酒店陪酒，惟遭本人否認[15]。
- 徐華鳳：1989年第四名[16]，藝人。
- 溫翠蘋：1990年亞軍[12]，藝人。
- 盧淑芳：1991年冠軍，但得獎後不久即傳出於賓館密會已婚富商的醜聞，遭拔除后冠，由第二名林蘭芷遞補冠軍[17]。盧淑芳後投身演藝圈，演過幾部電影[18]，但始終未走紅，此後消聲匿跡[12]。
- 廖先聆：曾獲第六名，得獎後短暫待過演藝圈並先後與已婚檢察官、男主播傳出不倫戀[19]，2007年間與立委邱毅爆發感情糾紛[20][21]。
- 廖家儀：1995年冠軍，藝人[22]。
- 謝伊琪：1995年第六名，後成為美術老師及現代油畫知名畫家[23]。
- 郭品超：1996年第一屆中華先生冠軍，藝人[24]。

## 改編戲劇
《玫瑰瞳鈴眼》麻雀變鳳凰中的盧耀堂一角正是以他作為人物原型，女主角王翠凌與盧耀堂的一段愛情也影射著他與姜文淑的愛情。